# Bovar Karim
Bovar Karim, även stavat Buwar Karim, född 4 maj 1984, är en kurdisk-svensk före detta fotbollsspelare som har spelat för bland annat Malmö FF, Feyenoord, SC Cambuur, Tromsø IL, IFK Klagshamn och LB07.

## Karriär
Karim är uppväxt i Rosengård. Han började spela fotboll i Kulladals FF, men gick som 13-åring över till Malmö FF. Som 16-åring gick han till nederländska Feyenoord. Efter att inte fått någon speltid i A-laget valde Karim efter knappt två år att återvända till Malmö.
Det blev inget seniorspel i MFF heller och inför säsongen 2005 gick Karim till division 3-klubben Malmö Anadolu BI. Karim gjorde sex mål för klubben, innan han i augusti 2005 återvände till Nederländerna för spel andraligalaget SC Cambuur.
Efter några år i Cambuur skrev Karim i juni 2007 på för norska Tromsø IL. I augusti 2008 lånades han ut till Randaberg IL. I juni 2009 bröt Tromsø kontraktet med Karim.
I januari 2010 skrev Karim på för division 2-klubben IFK Klagshamn. Karim gjorde tre mål för klubben innan han i juli 2010 lånades ut till IF Limhamn Bunkeflo i Division 1 Södra för resten av säsongen. I oktober 2010 blev det klart att Karim stannade i klubben och skrev på för två år. Under 2013 spelade han för Zakho FC i Irak. I december 2013 återvände han till Sverige för spel i division 2-klubben BW 90.
I februari 2015 skrev Karim på för ett år i Prespa Birlik. I augusti 2015 förlängde han sitt kontrakt med klubben över säsongen 2016. I januari 2017 värvades Karim av IFK Malmö, där han skrev på ett 1+1-årskontrakt. I juli 2017 lämnade dock Karim klubben. Samma månad blev det klart att han gick till division 4-klubben Malmö City. Karim spelade tre matcher och gjorde ett mål i Division 4 2017.